# Bábony-patak
A Bábony-patak a Bükk-vidék területén ered, a Miskolci-Bükkalján, Miskolc várostól északra, Sajóbábony nyugati részén, Borsod-Abaúj-Zemplén vármegyében, mintegy 210 méteres tengerszint feletti magasságban. A patak forrásától kezdve keleti irányban halad Sajóecsegig, majd itt éri el a Sajót.

## Partmenti települések
- Sajóbábony
- Sajóecseg